# The Joker (Six Flags México)
The Joker es una montaña rusa giratoria basada en el personaje ficticio de DC Comics llamado "Cadd". Dicha montaña se re inauguró en Six Flags México el 6 de marzo de 2013, ya que con anterioridad se encontraba en Six Flags Discovery Kingdoom donde se le llamaba Pandemonium.

## Historia

### Six Flags Discovery Kingdoom (2008-2012)

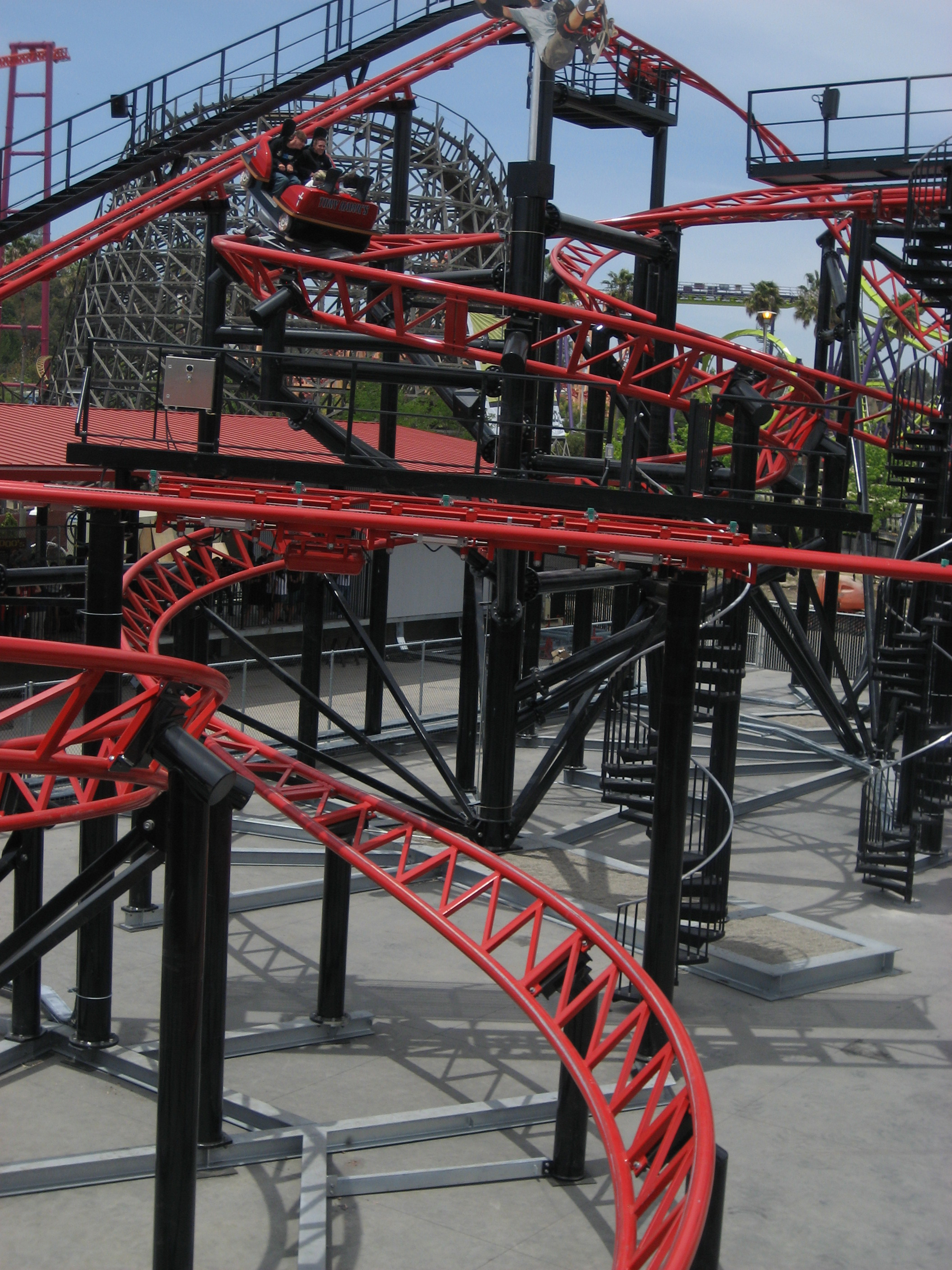
El Pandemonium de Six Flags Discovery Kingdoom

En un principio The Joker fue llamado Tony Hawk's Big Spring y se encontraba en Six Flags Discovery Kingdom. La única diferencia que tenía con su versión actual eran los colores, en vez de ser morado y verde eran rojo y negro.
A principios de 2010, la montaña fue renombrada Big Sping y poco tiempo después fue renombrada Pandemonium y se le hicieron varias mejoras a la infraestructura de la montaña, además de que el nivel de velocidad de esta misma fue aumentada, a finales de 2011 se anunció que la montaña sería desmantelada y que sería removida al Museo de Montañas rusas en Painview, Texas. En otoño de 2012 se anunció que la montaña sería movida a Six Flags México y esta vez sería llamada y tematizada como el rival de Batman, el Joker.

### Six Flags México (2013)
El 6 de septiembre de 2012, se anunció la construcción de una nueva montaña rusa, llamada Gibbons. Finalmente se inauguró el 6 de marzo de 2013.

## Recorrido
El recorrido de The Joker dura aproximadamente 1:21 minutos, la montaña cuenta con 8 carrios individuales, que además de recorrer la montaña también giraran (razón por la cual son carritos individuales). En la parte exterior de la montaña se encuentra una carpa que dice Tunnel of Love TERROR!.